# فرودگاه کرما
فرودگاه کرما (به انگلیسی: Kerema Airport) یک فرودگاه همگانی با کد یاتا KMA است که یک باند فرود آسفالت دارد و طول باند آن ۹۲۸ متر است. این فرودگاه در شهر کرما، پاپوآ گینه نو کشور پاپوآ گینه نو قرار دارد و در ارتفاع ۳ متری از سطح دریا واقع شده‌است.